# Supercoppa brasiliana 2023 (pallavolo maschile)
La Supercoppa brasiliana 2023, 9ª edizione della supercoppa nazionale di pallavolo maschile, si è svolta il 9 novembre 2023: al torneo hanno partecipato due squadre di club brasiliane e la vittoria finale è andata per la prima volta all'Amigos do Vôlei.

## Regolamento
Le squadre hanno disputato una gara unica.

## Squadre partecipanti
| Squadra         | Qualificazione                                                |
| --------------- | ------------------------------------------------------------- |
| Amigos do Vôlei | Finalista Coppa del Brasile 2023                              |
| Sada            | Vincitrice Superliga Série A 2022-23 / Coppa del Brasile 2023 |

## Torneo
| 9 novembre 2023 Arena Hall, Belo Horizonte Durata: 2h:28 - Spettatori: ? | Sada | 2 - 3 | Amigos do Vôlei | 24-26, 25-23, 20-25, 25-20, 13-15 |